# Orthoporus etholax
Orthoporus etholax är en mångfotingart som beskrevs av Chamberlin 1923. Orthoporus etholax ingår i släktet Orthoporus och familjen Spirostreptidae. Inga underarter finns listade i Catalogue of Life.